# Lange Heuvelheide

De Lange Heuvelheide is een uitgestrekt heidegebied dat zich bevindt ten noordoosten van Leopoldsburg.
Samen met de Schrikheide behoort het tot een uitgestrekt militair domein dat bekendstaat als het Kamp van Beverlo en er het noordelijk deel van vormt. Door de militaire activiteiten, waaronder een schietterrein, is een deel van het gebied sterk aangetast.
Het heidegebied bevindt zich op de noordwestelijke flank van het Kempens Plateau en wordt in aan de noordzijde begrensd door de vallei van de Grote Nete. In het heidegebied bevinden zich enkele vennen, aaronder het Kraanven, en een moerasgebied, de Visbedden genaamd. Hier stortte op 3 april 1945 nog een Britse Lancaster-bommenwerper neer. De Lange heuvelheide is Europees beschermd als onderdeel van Natura 2000-gebied Vallei- en brongebied van de Zwarte Beek, Bolisserbeek en Dommel met heide en vengebieden.
In het oosten van het gebied komen nog stuifzandduinen voor.